# Сумско-Прилукская операция
Сумско-Прилукская наступательная операция — фронтовая наступательная операция советских войск Воронежского фронта, проводившаяся в период 26 августа — 30 сентября 1943 года. Составная часть Черниговско-Полтавской стратегической наступательной операции — первого этапа битвы за Днепр в Великой Отечественной войне. Проводилась под командованием генерала армии Н. Ф. Ватутина. Завершилась победой Красной Армии. Советские войска продвинулись на 200-300 километров, вышли к Днепру и захватили на его правом берегу 9 плацдармов, что позволило создать условия для дальнейшего освобождения Правобережной Украины. Были разгромлены пять немецких дивизий, нанесено поражение ещё четырём дивизиям. 

## Численность войск и планы сторон

### СССР
После завершения Курской битвы советская Ставка Верховного Главнокомандования стремилась максимально использовать достигнутую победу. Войска Центрального, Воронежского и Степного фронтов получили задачу освободить Левобережную Украину, одновременно наступая на фронте от Черкасс до Полтавы, выйти к Днепру, с ходу форсировать его и захватить плацдармы на правом берегу реки, создав условия для освобождения Правобережной Украины. Эта грандиозная по замыслу операция заключалась в нанесении нескольких мощных ударов силами всех трёх фронтов с целью рассечения немецкой обороны и недопущения закрепления противника по рубежам рек Десна и Днепр.
К началу операции в состав Воронежского фронта (командующий генерал армии Н. Ф. Ватутин) входили 38-я армия(генерал-лейтенант Н. Е. Чибисов), 40-я армия (командующий генерал-лейтенант К. С. Москаленко), 47-я армия (командующий генерал-лейтенант П. П. Корзун, после его гибели 16 сентября — генерал-майор Ф. Ф. Жмаченко), 27-я армия (генерал-лейтенант С. Г. Трофименко), 4-я гвардейская армия (командующий генерал-лейтенант Г. И. Кулик, с 22 августа — генерал-лейтенант А. И. Зыгин), 5-я гвардейская армия (генерал-лейтенант А. С. Жадов), 6-я гвардейская армия (генерал-лейтенант И. М. Чистяков), 52-я армия (генерал-лейтенант К. А. Коротеев), 1-я танковая армия (командующий генерал-лейтенант танковых войск М. Е. Катуков), 2-я воздушная армия (генерал-лейтенант авиации С. А. Акимович).
Войска фронта включали в себя 42 стрелковые дивизии и 5 воздушно-десантных дивизий, 2 механизированных корпуса и 7 танковых корпусов, 1 отдельную танковую бригаду. Общая численность войск фронта составляла 665 500 человек, на вооружении имелись 12600 орудий и миномётов, 493 танка и самоходных артиллерийских орудия, 520 самолётов. После завершения Белгородско-Харьковской наступательной операции войска фронта вышли на линию: река Снагость — восточнее Сум — западнее Лебедина — восточнее Гадяча — Ахтырка — Краснокутск — Ольшаны.
Задачи войскам были поставлены директивой Ставки Верховного Главнокомандования от 22 августа 1943 года и содержали: нанести главный удар силами 1-й танковой, 4-й гвардейской, 6-й гвардейской и 5-й гвардейской армий на Полтаву и Кременчуг, вспомогательный удар — силами 47-й и 27-й армий, 2-го танкового корпуса и 3-го гвардейского механизированного корпуса в направлении Зеньков — Миргород. Таким образом, главный удар наносился левым флангом войск фронта. Выйти к Днепру и захватить основные плацдармы Ватутин планировал в районе Кременчуга. 38-я и 40-я армия получали задачи сковывать противника, 52-я армия стояла во втором эшелоне войск фронта. Срок на подготовку операции был незначительным — всего 4 суток. Основной расчет делался на то, что противник не успел организовать мощной обороны в полосе фронта. Фактически операция проводилась без паузы после Белгородско-Харьковской операции.

### Германия
Войскам фронта противостояли 4-я танковая армия (командующий генерал-полковник Герман Гот) и часть войск 8-й полевой армии (командующий генерал-полковник Отто Вёлер) из состава немецкой группы армий «Юг» (командующий генерал-фельдмаршал Эрих фон Манштейн). Их поддерживал 4-й воздушный флот (командующий генерал-фельдмаршал Вольфрам фон Рихтгофен, с 4.09.1943 — генерал-полковник Отто Десслох). К началу операции в этих войсках насчитывалось 265 000 солдат и офицеров, 700 танков и штурмовых орудий, 2 725 орудий и миномётов, 400 самолётов.
Германское командование рассчитывало упорной обороной на промежуточных рубежах измотать советские войска, выиграть время для завершения строительства стратегического оборонительного рубежа «Восточный вал» по реке Днепр, на нём окончательно остановить советское наступление и там готовиться к кампании 1944 года.

## Первый этап: начало операции
26 августа 1943 года войска Воронежского фронта перешли в наступление. Слабая линия обороны противника была прорвана, к началу 28 августа продвижение составило до 30 километров. Однако Манштейн сумел определить направление главного удара войск фронта, серией контрударов навязал встречное сражение в районе Зеньков — Краснокутск и там остановил советское наступление.
В то же время севернее войска Центрального фронта (командующий генерал армии К. К. Рокоссовский) в ходе Черниговско-Припятской операции прорвались на оперативный простор и стремительно продвигались на конотопском направлении, глубоко охватывая с севера противостоящую Воронежскому фронту группировку войск противника. Опасаясь её окружения, Манштейн был вынужден начать её отвод. Воспользовавшись этим, Ватутин отдал приказ со 2 сентября возобновить советское наступление. 5 сентября был освобождён город Сумы и форсирована река Псёл, в то же время в районе Зенькова решительного успеха добиться не удалось.

## Второй этап: перенос главного удара
6 сентября 1943 года в связи с успехами войск Рокоссовского Ставка Верховного Главнокомандования изменила задачи войскам: теперь направление главного удара нужно было перенести с левого на правый фланг Воронежского фронта, в полосу наступления 38-й и 40-й армий. На это направление передавались из резерва Ставки 3-я гвардейская танковая армия (командующий генерал-лейтенант танковых войск П. С. Рыбалко) и 1-й гвардейский кавалерийский корпус, которые создавали подвижную группу фронта. Эта группа должна была с севера охватить войска немецкой группы армий «Юг», рассекающим ударом расчленить оборону 4-й немецкой танковой армии и выйти к Днепру в районе Ржищев — Канев. Вспомогательный удар теперь наносился силами 47-й, 52-й, 27-й армий на Черкассы. Задача наступления на Полтаву теперь возлагалась на Степной фронт И. С. Конева, ему же передавалась 5-я гвардейская армия.
Перегруппировка сил производилась непосредственно в ходе наступления, никакой паузы не предусматривалось. Используя успехи Центрального фронта, 38-я и 40-я армии резко ускорили темпы наступления, нанесли поражение и охватили группировки противника у Ромны и Прилук, вынудив их к спешному отходу. 16 сентября были освобождены города Ромны, Лохвица и Гадяч. К тому времени наконец добились успеха и войска вспомогательной группировки фронта, форсировавшие подряд три водных рубежа по рекам Ворскла, Псёл и Сула. На левом фланге фронта части 4-й гвардейской и 6-й гвардейской армий так и не смогли нанести поражение противнику и только после начала его общего отхода начали продвижение.
Таким образом, к 16 сентября фронт 4-й немецкой танковой армии удалось прорвать и вынудить её части к отходу в двух расходящихся направлениях — на Киев и на Черкассы. Понимая, что все возможности для обороны на Левобережной Украине исчерпаны, Манштейн отдал приказ о спешном отходе главных сил за Днепр под прикрытием сильных заслонов. Отход начался с 19 сентября. Для преследования противника Ватутин ввёл в бой 20 сентября подвижную группу фронта. Теперь советские войска наступали по 20-30 километров в сутки. Особенно успешно наступала 3-я гвардейская танковая армия Рыбалко — он выделил от каждого из трёх своих танковых корпусов по сильному передовому отряду, которые продвигались по лесным и полевым дорогам впереди остальных сил армии на 40-50 километров, не ввязываясь в бои с гарнизонами узлов сопротивления врага.
С 21 сентября советские войска начали выходить к Днепру. Первыми на Днепр вышли танкисты Рыбалко у Казанцев — Городище, в тот же день — передовой отряд 40-й армии западнее Переяслава. Уже 22 сентября эти части на подручных средствах форсировали Днепр и захватили первые небольшие плацдармы в полосе фронта, положив начало сражению за Букринский плацдарм. С 22 сентября по 30 сентября части фронта по всей 300-километровой полосе наступления выходили на Днепр и с ходу форсировали его, образовав 9 плацдармов на правом берегу. 26 сентября 38-я армия создала Лютежский плацдарм севернее Киева. Тогда же была ликвидирована последняя группировка противника на левом берегу Днепра у Дарницы (пригород Киева).
Сразу же разыгралось драматическое кровавое сражение за удержание и расширение плацдармов. Особенно жестокие бои шли на Букринском плацдарме, где с целью его расширения 24 сентября была предпринята Днепровская воздушно-десантная операция. Однако осуществлённая практически без подготовки эта операция окончилась неудачей. В целом же борьба за плацдармы были выиграна советским командованием — немцам не удалось ликвидировать ни один из крупных плацдармов, хотя это и было достигнуто очень дорогой ценой. К 30 сентября 1943 года операция была завершена, войска фронта получили новые задачи и небольшую паузу для подготовки к их выполнению.

## Итоги операции
В результате операции войска Воронежского фронта разгромили 5 дивизий и нанесли поражение 4 дивизиям противника, продвинулись на 270—300 километров, преодолев большое количество рек, вышли к Днепру в полосе 300 километров и захватили на его правом берегу 9 плацдармов. Система обороны врага по рубежу Днепра была нарушена и тем самым созданы выгодные условия для освобождения Правобережной Украины.
Особенностями операции было то, что она готовилась и проводилась без оперативной паузы наличными средствами с вводом в сражение стратегических резервов по мере их подхода. Она характерна переносом в её ходе главного удара с левого крыла фронта на правое, а в конце — на центральный участок, применением танковой армии в первом эшелоне при форсировании Днепра. К недостаткам операции необходимо отнести отсутствие подвижных сил для глубоких обходов и преследования противника в начале операции, что позволило Манштейну сначала остановить советское наступление, а затем более-менее удачно отвести основную часть своих сил за Днепр. И наоборот, когда на втором этапе операции такие подвижные группировки были созданы, именно они обеспечили успех форсирования Днепра и сорвали замыслы противника остановить советские войска на Днепре.
Форсирование производилось с массовым применением подручных средств, в условиях отставания тылов и инженерных частей. Большую роль в этом играли героизм и инициатива советских бойцов, широкая помощь партизанских отрядов и местного населения.
Потери советских войск составили 46 293 человек безвозвратными потерями и 131 211 человек — санитарными, в целом 177 504 человек. Потери противника оцениваются по современным отечественным данным около 130 000 человек убитыми, ранеными и пленными.